# أنتوني كوبيرن
أنتوني كوبيرن (بالإنجليزية: Anthony Coburn)‏ هو كاتب سيناريو ومنتج تلفزيوني أسترالي، ولد في 10 ديسمبر 1927 في ملبورن في أستراليا، وتوفي في 28 أبريل 1977 في كانتربيري في المملكة المتحدة.

## وصلات خارجية
- أنتوني كوبيرن على موقع IMDb (الإنجليزية)
- أنتوني كوبيرن على موقع قاعدة بيانات الفيلم (الإنجليزية)
- أنتوني كوبيرن على موقع كينوبويسك (الروسية)
- أنتوني كوبيرن على موقع كينوبويسك (الروسية)